# Rio Sucuriú
Rio Sucuriú är ett vattendrag i Brasilien.   Det ligger i delstaten Mato Grosso do Sul, i den södra delen av landet, 700 km sydväst om huvudstaden Brasília.
Omgivningarna runt Rio Sucuriú är huvudsakligen savann. Runt Rio Sucuriú är det glesbefolkat, med 15 invånare per kvadratkilometer.